# Acorn Electron
L'Acorn Electron è un home computer del 1983, versione economica del BBC Micro, costruita dalla Acorn Computers Ltd. Possiede 32 kilobyte di RAM e la sua ROM include il BBC BASIC assieme al sistema operativo.
Nel momento del suo apice, l'Electron fu il terzo computer più venduto nel Regno Unito e la sua durata di vita fu superiore a quella del BBC Micro.

## Storia
L'Electron fu progettato nel 1983 come una gemella economica del BBC Micro con l'intenzione di occupare una fetta del mercato dei computer a basso prezzo. Presentato al pubblico nell'agosto di quello stesso anno, totalizzò un buon numero di vendite soprattutto nel Regno Unito, e venne tolto dalla produzione solo nei primi anni '90.
Nel Regno Unito già dal settembre 1983 fu lanciata Electron User, rivista indipendente dedicata unicamente all'Electron, che fu importante nel supportare il parco utenti. Altre riviste rilevanti (ma dedicate anche al BBC Micro) furono Micro User, Acorn User, A&B Computing e Acorn Programs.

## Informazioni tecniche
L'hardware del BBC Micro era emulato da un chip progettato dalla Acorn. Esso aveva delle limitazioni, come quella di poter disporre di un solo canale audio (il BBC poteva gestirne 3) e di risultare più lento ad eseguire i programmi.
La RAM aveva funzionalità ridotte: un programma poteva usare solo 20 kB. Con il passare degli anni furono aggiunte diverse caratteristiche del BBC Master e Archimedes, quali il supporto alle cartucce e al filesystem Advanced Disc Filing System (un miglioramento del Disc Filing System, della BBC).

### Hardware
- CPU: MOS Technology 6502A
- Coprocessore: ULA custom
- RAM: 32 kB
- ROM: 32 kB
- Modi testo: 20×32, 40×25, 40×32, 80×25, 80×32
- Modi grafici: 160×256 (4 o 16 colori), 320×256 (2 o 4 colori), 640×256 (2 colori), 320×200 (2 colori), 640×200(2 colori)
- Colori: 8 colori (combinazioni dei colori primari RGB) + 8 lampeggianti degli stessi colori
- Sonoro: 1 canale di suono, 7 ottave, speaker interno.
- Dimensioni: 16×34×6.5 cm
- Porte I/O: porta d'espansione, registratore a cassette (1200 baud), connettore TV (modulatore RF), porta monitor RGB
- Alimentatore: esterno, 18V

### Memoria di massa
L'Electron è in grado di caricare e salvare i programmi su cassetta, grazie a un cavo convertitore da inserire nella presa per il microfono.
L'uso di floppy disk drive da 3,5" o 5,25" è possibile tramite le espansioni, ma il formato disco fu scarsamente utilizzato per il software commerciale.

## Estensioni più popolari

### Acorn Plus 1
L'Acorn Plus 1 aggiunse due slot ROM, un'interfaccia analogica e porte seriali e parallele. L'interfaccia analogica fu utilizzata per joystick, quella parallela per una stampante e quella seriale per il modem.
L'accesso alla memoria ROM avveniva alla frequenza di 2 MHz, quindi teoricamente i programmi caricati dalla cartuccia ROM venivano eseguiti due volte più velocemente rispetto a quelli memorizzati su cassetta o disco. Però tutti i giochi pubblicati su cartucce erano costruite come 'serial ROMS', dalla quale venivano caricati in memoria come se fossero caricati dalla cassetta. Questo significava che il programma non aveva bisogno di essere modificato per utilizzare le nuove locazioni di memoria.

### Acorn Plus 3
L'Acorn Plus 3 è un modulo hardware, indipendente dal Plus 1, che fornisce il supporto ai floppy disk 3,5". L'Electron era criticato per la sua carenza di interfacce e il Plus 3 consentiva di dargli un'immagine più seria, aggiungendo finalmente il supporto per i dischi.
Il modulo è a forma di L e si aggancia al retro dell'Electron, in modo che il suo lettore di floppy integrato si trovi sul lato destro del computer. L'alimentazione elettrica, unica per il modulo e per il computer, viene data attraverso un connettore sul modulo. Il Plus 3 ha a sua volta un connettore parallelo sul retro, così è possibile collegare contemporaneamente anche un Plus 1 ancora più indietro.
Il modulo supporta il file system ADFS, infatti all'accensione con Plus 3 installato appare, oltre alle solite scritte, "ACORN ADFS". Sono supportati dischi a singola densità, con capacità totale di 320 kB. I nuovi comandi disco introdotti sono preceduti da asterisco: *LOAD, *RUN, ecc.
Il modulo era venduto insieme a un dischetto dimostrativo comprendente numerosi programmi di utilità, ad esempio per la copia e il backup. La disponibilità di altri programmi commerciali era però limitata.
Il drive WD1770 utilizza lo stesso formato di dischi IBM360 come nel BBC Micro. È possibile utilizzare un disco formattato con il DFS grazie a un'ulteriore ROM.

### P.R.E.S. Advanced Plus 3

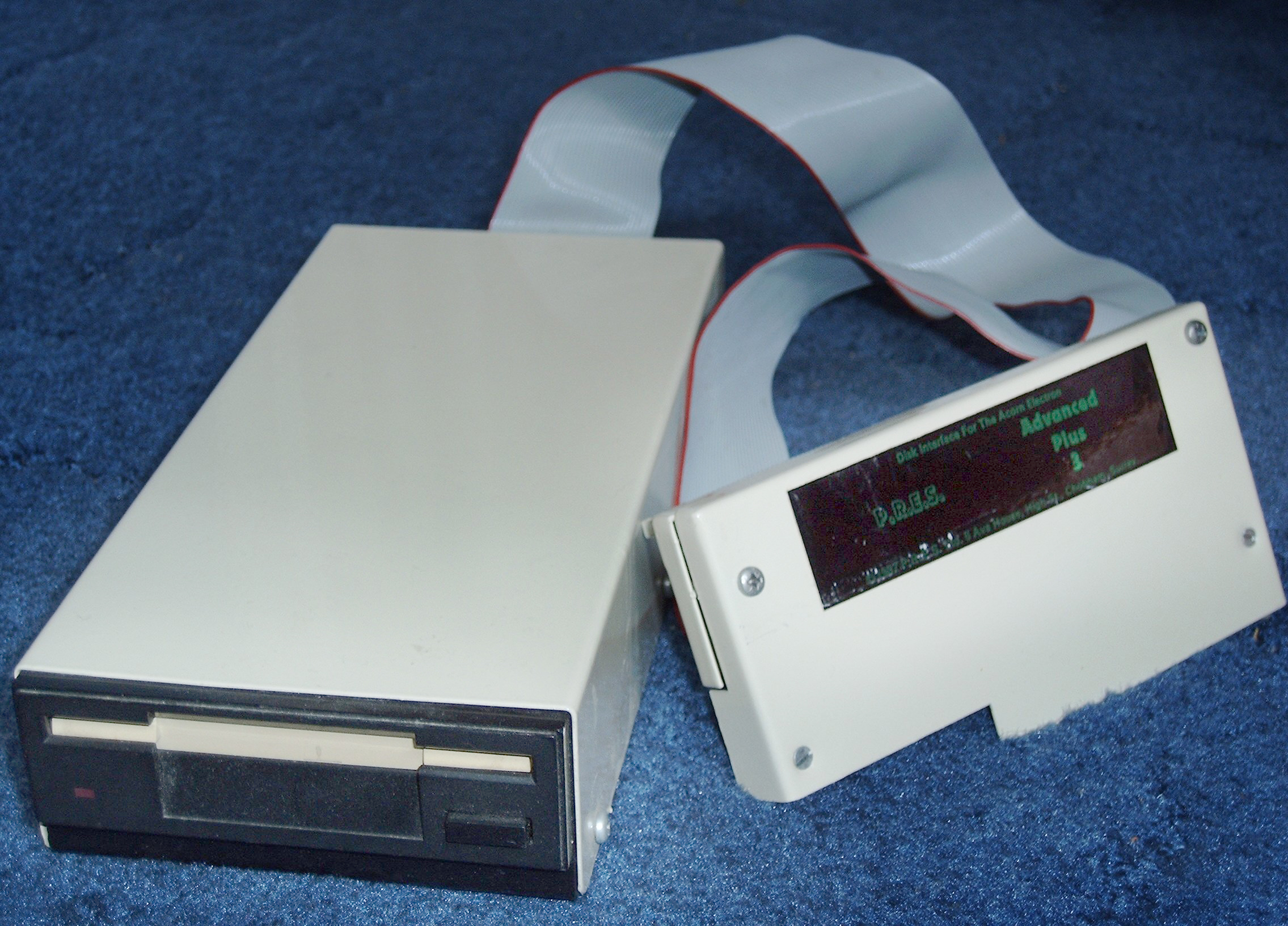
P.R.E.S. Advanced Plus 3 con un drive 3.5"

L'Advanced Plus 3 era molto simile all'Acorn Plus 3. Era in una cartuccia ROM con un connettore per il drive.

### Slogger/Elektuur Turbo Board
Il Slogger/Elektuur Turbo Boards utilizzava un trucco: spostando i primi 8 kB di RAM fuori dal controllo del chip ULA, la CPU poteva accedere a quella memoria a 2 MHz. In pratica la memoria video veniva messa sopra i 24kB rompendo la compatibilità solo al 2% dei programmi.
Per il 6502 l'accesso ai primi kB di memoria era più veloce per il suo sistema di indirizzamento.

### Slogger Master RAM Board
Una nuova versione del Turbo Board, la Master RAM Board aggiunse funzionalità alla Turbo Board con la possibilità di aggiungere 32 kB di RAM nascosta, offrendo 64 kB di memoria totale.
Questa modifica era incompatibile con molti giochi.
Durante la fase di declino, la Master RAM Boards fu aggiunta su tutti gli Electron in un tentativo di incrementare le vendite.

### Jafa Systems Mode 7 Display Unit
Una delle caratteristiche del BBC Micro, assenti nell'Electron, era il modo 7 teletext, offerta da questa cartuccia prodotta dalla Jafa Systems.

## Videogiochi
L'Electron fu ampiamente utilizzato nel campo dei videogiochi.
Si stima che vennero prodotti tra 1200 e 1500 giochi, oltre a varie centinaia di programmi educativi. Molti giochi per Electron girano anche sul BBC Micro, ma molti giochi per BBC Micro non funzionano sul ridotto Electron, e parte di quelli che funzionano vengono eseguiti a velocità errata.
Spesso comunque i giochi uscivano in versioni specifiche per entrambi i sistemi (a volte vendute insieme, registrate sui due lati della stessa cassetta); praticamente tutti i giochi per Electron sono usciti anche per BBC Micro.
Inizialmente Acornsoft, ramo software della Acorn, fu il principale produttore. L'altra azienda più attiva nei primi tempi fu la Micro Power di Leeds. Entrambe si fecero notare per le buone conversioni non ufficiali di arcade. Nel tardo 1983 arrivarono le prime pubblicazioni della Superior Software, che sarebbe divenuta l'editrice più importante e duratura per l'Electron. A febbraio 1984 la catena WHSmith le ordinò 1000 copie ciascuno di 7 giochi e questo segnò l'inizio del giro d'affari più ampio.
Uno degli ultimi produttori importanti a dedicarsi all'Electron, nel 1989, fu la 4th Dimension. Il declino comunque era in corso, e la chiusura della rivista Electron User a giugno 1990 segnò simbolicamente la fine del mercato attivo. La Superior continuò a pubblicare occasionalmente raccolte, di vecchi successi e di strani titoli rimasti in precedenza inediti, nella lunga serie Play It Again Sam.
Secondo una selezione fatta dalla rivista Retro Gamer, dieci giochi fondamentali per Electron sono Chuckie Egg, Cybertron Mission, Frak!, Ransack!, Repton, Bug Eyes, Last Ninja 2, Exile, Arcadians, Elite. Repton in particolare divenne il gioco più venduto per Electron.

## Emulazione
- ElectrEm[7] per Windows/Linux/macOS
- Elkulator[8] per Windows/DOS. Il software Electron è archiviato nel formato UEF.